# Vestby (plaats)
Vestby is een plaats in de Noorse gemeente Vestby, fylke Akershus. Vestby telt 8334 inwoners (2023) en heeft een oppervlakte van 3,61 km². 